# Gaius Rabuleius
Gaius Rabuleius var en av plebejernas tribuner i romerska riket omkring 486 f.Kr. Han försökte medla mellan de romerska konsulerna Spurius Cassius Vecellinus och Proculus Verginius Tricostus Rutilus(en) i deras konflikt angående en lag om fördelning av jordbruksmark.